# 纪尧姆·勒让蒂

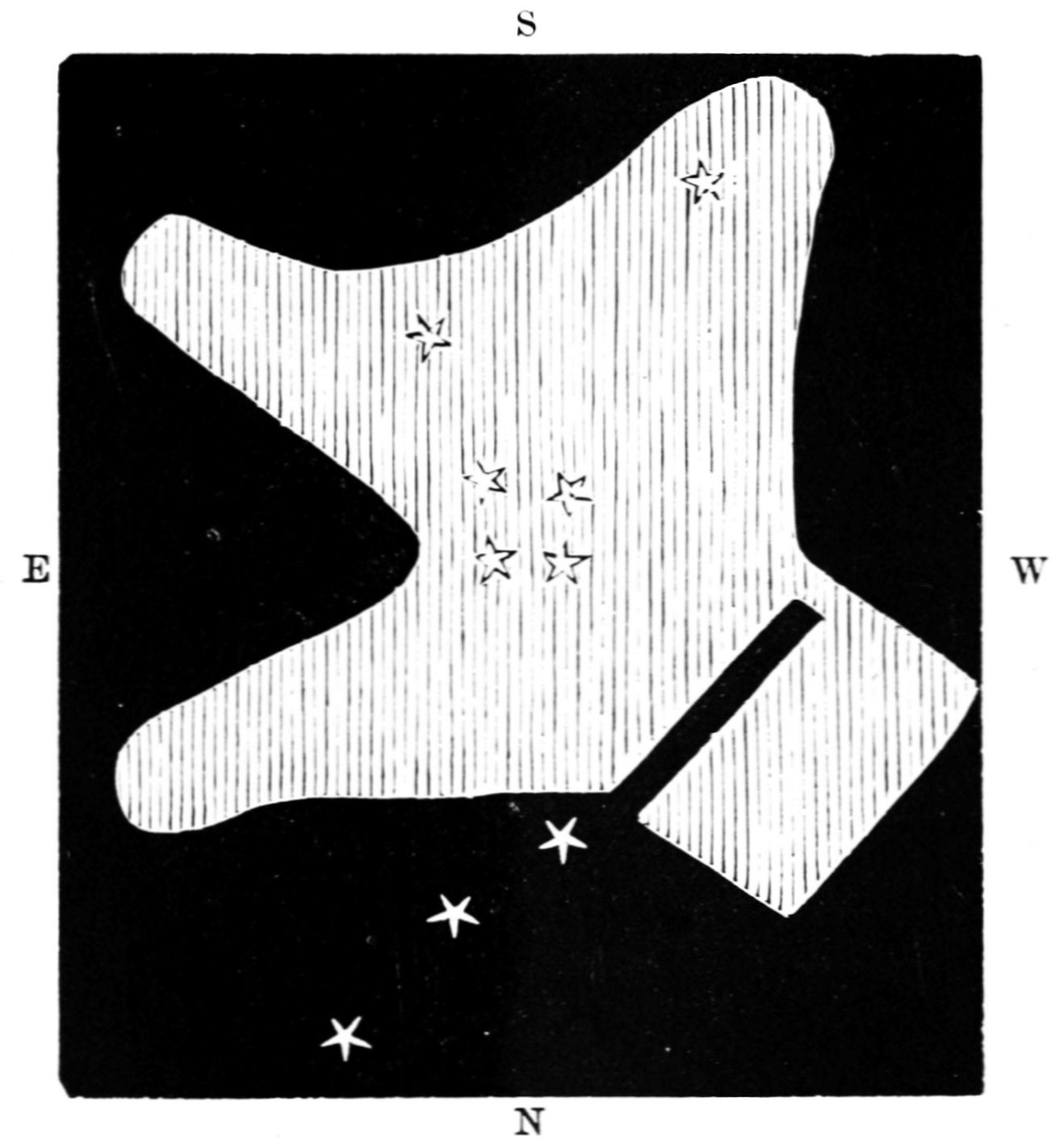
勒让蒂繪製的獵戶座大星雲。

纪尧姆·勒让蒂（Guillaume Le Gentil，法語發音：[ɡijom lə ʒɑ̃ti]；1725年9月12日—1792年10月22日），法国天文学家，出生于库唐斯。發現了多個星雲，並被任命為法国科学院院士。他曾嘗試從印度觀測1761年和1769年的金星凌日，但沒有成功。
1935年，國際天文學聯合會將一座月球隕石坑命名為勒让蒂环形山(Le Gentil)。

## 生平
他計劃接受聖職，但最終成為天文學家。 他發現了現在被稱為梅西耶天體M32、M36和M38的天體，以及M8中的星雲，並且他是第一個對天鵝座中的暗星雲（有時稱為勒让蒂3）進行編目的人。然而，他最著名的是1761年，當他在法國在印度的貿易站本地治裡觀測金星凌日時，不幸的命運降臨在他身上。
1761年七年战争期间，他计划前往印度法國屬地本地治里观测金星凌日，但因为本地治里被英国占领未能抵达。在马达加斯加居住一段时间后，他再次前往已经被法国收回的本地治里，计划观测1769年的金星凌日。由于天气原因，也未能观测成功。由于长期没有他的消息，他被宣告死亡从而丧失了法国科学院的职位；他的妻子后来改嫁，他所有親戚都「熱衷於掠奪他的財產」。由於海難和戰時船隻襲擊，他寫給學院或親戚的信都沒有到達目的地。
他在法国科学院的席位已被宣布空缺，並由替代者接替。他必須經歷漫長的考驗才能重新獲得自己的財產和席位，失去了前者，但由於國王的干預而重新獲得了后者。1774年，他與一位來自熟識家庭的年輕人瑪麗·米歇爾·波捷 (Marie-Michelle Potier) 結婚，並育有一女瑪麗·阿德萊德 (Marie Adélaïde)。 他寫下了他驚人的旅程的故事，並在皇家天文台又生活了二十年。

## 外部連結
- Voyage dans les mers de l'Inde. Tome 1 （页面存档备份，存于） Tome 2 （页面存档备份，存于）